# Экспериментальная литература
Экспериментальная литература (тж. Авангардная литература) — совокупность литературных жанров и стилей, одной из основных черт которых являются литературные новшества, в первую очередь в области формы.

## Ранняя история
Первым текстом, который можно отнести к этой категории, считается роман Лоренса Стерна «Жизнь и мнения Тристрама Шенди, джентльмена», опубликованный в 1759 году. Он появился так рано, что его лишь с большой натяжкой можно назвать ниспровергающим каноны, так как сами каноны романа к этому времени ещё не устоялись. Однако в его издевательстве над повествованием, в использовании необычных графических средств (например, полностью чёрных страниц, выражающих скорбь, вызванную смертью персонажа) находили вдохновение многие авангардные литераторы послевоенного времени. Тем не менее, даже в это время произведение Стерна не обошлось без недоброжелателей. Сэмюэл Джонсон (1740—1795), если верить цитате, которую приводит Джеймс Босуэлл, однажды сказал: «The merely odd does not last. Tristram Shandy did not last» (англ. Простая эксцентричность не может длиться долго. «Тристрам Шенди» долго не продержится). Дени Дидро в романе «Жак-фаталист и его хозяин» обратил, «вывернул наизнанку» многие литературные приёмы Стерна, что делает произведение Дидро одним из ранних примеров металитературы.

## XX век
В 1910-х годах авангардизм в литературе обрёл большую популярность, многие европейские и американские писатели увлеклись экспериментированием с формой. Многие тенденции, возникшие в этот период, частью оформились в новое — модернистское движение. Самыми известными произведениями авангарда того времени были «Песни» Эзры Паунда, послевоенные работы Томаса Элиота, проза и драматургия Гертруды Стайн. Наиболее значительным послевоенным экспериментальным произведением считается роман Джеймса Джойса «Улисс». Он оказал сильное влияние не только на литераторов авангарда, таких как Вирджиния Вулф или Джона Дос Пассоса, но и на более традиционных писателей, например Эрнеста Хемингуэя.
Исторические авангардные движения также внесли свой вклад в развитие экспериментальной литературы начала и середины XX века. Основатель дадаизма поэт Тристан Тцара использовал в своих манифестах вырезки из газет и экспериментальные типографские средства. Футурист Филиппо Томмазо Маринетти придерживался концепции «слова на свободе», взрывая не только границы традиционного литературного повествования, но и типографского оформления книг, как, например, в его сборнике стихов «Занг-Тум-Тум», который представляет собой причудливый монтаж разбросанных печатных строк, математических и телеграфных знаков. Писатели, поэты и художники, входившие в движение сюрреализма, использовали ряд необычных техник, чтобы ввести себя в мистическое, подобное сну, состояние. В качестве примера можно привести книгу «Magnetic Fields», написанную Андре Бретоном и Филиппом Супо, или «Скорбь о скорби», роман-сон, написанный под гипнозом Робером Десносом.
К концу 1930-х годов в свете сложной политической ситуации в Европе модернизм производил впечатление неадекватной, эстетизированной и даже безответственной реакции на опасность мирового фашизма. Экспериментальная литература исчезла из поля зрения общественности и просуществовала в 1940-х годах только в лице её разрозненных представителей, таких как Кеннет Патчен. В 1950-х годах литература битников рассматривалась как реакция на убогость прозы и поэзии того времени. Полумистический роман Джека Керуака «Видения Жерара» представил новый формальный подход к стандартам повествования того времени.
Дух европейского авангарда жил и в литературе нового послевоенного поколения. Поэт Исидор Изу основал группу леттристов, которые в своей прозе, стихах и фильмах исследовали границы между устным и письменным словом. Группа УЛИПО (фр. OULIPO, сокращение от Ouvroir de littérature potentielle — Цех потенциальной литературы), собрала писаталей, художников и математиков, которые изучали инновационные комбинаторные средства генерации текстов. Она была основана писателем и поэтом Раймоном Кено и математиком Франсуа Ле Ланнуа. В группу вошли также Итало Кальвино и Жорж Перек. Кено в сборнике «Сто тысяч миллиардов стихотворений» использует для генерации комбинаций сонетов учебник физики, а роман Перека «Жизнь: руководство пользователя» использует с той же целью известную математическую задачу «Путешествие коня по шахматной доске».
1960-е годы примечательны непродолжительным взлётом модернизма и появлением постмодернизма. Гласность вокруг судебного дела о непристойности против американского писателя Уильяма Берроуза и его романа «Голый завтрак» породили широкую популярность и восхищение идеей неограниченной и неподцензурной свободы. Берроуз известен также как создатель стиля «cut-up» (метод нарезок), когда произведение компоновалось из отдельных строк и текстовых фрагментов, вырезанных из различных книг и газет. К концу 1960-х годов экспериментальные течения в литературе стали настолько популярными, что даже авторы, известные своей приверженностью к классическому литературному стилю (Бернард Маламуд, Норман Мейлер), демонстрировали склонность к экспериментам. Важным направлением в литературе этого периода стала метапроза, наиболее ярко проявившаяся в произведениях Джона Барта и Хорхе Луиса Борхеса. В 1967 году Барт написал эссе «Литература истощения», которое считается манифестом постмодернизма. Эталоном постмодерна стал ставший бестселлером роман Томаса Пинчона «Радуга земного тяготения». Значительными представителями этого стиля считаются Дональд Бартельм (в жанре короткого рассказа), Роберт Кувер и Рональд Сукеник.
В более позднее время, в 1970-е и 1980-е годы, наиболее известными писателями-экспериментаторами были Итало Кальвино, Майкл Ондатже, Хулио Кортасар. Наиболее известные произведения Кальвино — «Если однажды зимней ночью путник», где часть глав изображает читателя, который собирается прочитать книгу под названием «Если однажды зимней ночью путник», а остальные образуют собственно повествование; и «Невидимые города», где Марко Поло рассказывает о своих путешествиях хану Хубилаю, хотя они живут в одном городе и общаются в чате. Роман в стихах «Избранные труды Малыша Билли» Майкл Ондатже написан в стиле альбома газетных вырезок, а главы романа Хулио Кортасара «Игра в классики» могут быть прочитаны по порядку с 1 по 56 главу или по маршруту, предложенному автором.
Аргентинец Хулио Кортасар — один из целой плеяды латиноамериканских писателей, создавших шедевры литературы XX и XXI веков, смешивая фантастические зарисовки, журнальный стиль и художественную литературу. Испаноязычная литературная классика этого региона включает мексиканский роман «Педро Парамо» Хуана Рульфо, колумбийскую семейную хронику «Сто лет одиночества» Габриэля Гарсиа Маркеса, перуанский политический роман «Война конца света» Марио Варгаса Льосы, пуэрто-риканский испанглийский драматический диалог «Йо-йо-Боинг» Джаннины Браски и кубинский революционный роман «Рай» Хосе Лесамы Лимы.
Современные американские авторы Дэвид Фостер Уоллес, Джаннина Браски и Рик Муди сочетают некоторые экспериментальные формы 1960-х годов с иронией и более выраженной тенденцией к доступности и юмору. Роман «Бесконечная шутка» Уоллеса — объёмное произведение, описывающее жизнь в теннисной академии и реабилитационном центре; сюжетная линия часто прерывается отступлениями, которые оформлены в виде сносок и часто превращаются в основную сюжетную линию; в итоге сноски занимают в романе более 100 страниц, и многие из них имеют свои собственные сноски. Другие писатели, такие, как Николсон Бейкер, наоборот, склонны к малым формам. Его бессюжетный роман «Бельэтаж» в стиле потока сознания на протяжении 140 страниц описывает подъём офисного клерка с этажа на этаж на эскалаторе во время обеденного перерыва. Американский писатель Марк Данилевский в романе «Дом листьев» комбинирует элементы хоррора с академической литературой и типографскими экспериментами.
Греческий автор Димитрис Лиакос в романе «Z213: Выход» создаёт своего рода современный палимпсест, и, сочетая цитаты из дневников двух рассказчиков вперемежку с отрывками из библейской книги «Исход», рассказывает о путешествии, в котором реальности внутреннего и внешнего мира постепенно сливаются.
В начале XXI века многие образцы экспериментальной литературы отражают появление компьютеров и информационных технологий, часто с использованием искусственных сред, о которых они рассказывают. Такие произведения часто называются электронной, гипертекстовой или кодированной («codework») литературой.